# راؤول أنطونيو دوس سانتوس باربوسا
راؤول أنطونيو دوس سانتوس باربوسا هو لاعب كرة قدم أنغولي في مركز الدفاع، ولد في 18 مايو 1972 في أنغولا. شارك مع منتخب أنغولا لكرة القدم. أما مع النوادي، فقد لعب مع F.C. Felgueiras ‏.

## وصلات خارجية
- راؤول أنطونيو دوس سانتوس باربوسا على موقع قاعدة بيانات كرة القدم.إي يو (الإنجليزية)
- راؤول أنطونيو دوس سانتوس باربوسا على موقع ناشيونال فوتبول تيمز (الإنجليزية)
- راؤول أنطونيو دوس سانتوس باربوسا على موقع عالم كرة القدم.نت (الإنجليزية)